# José d'Ascensão Guimarães
José d'Ascensão Guimarães (1862-1922) fue un botánico portugués.

## Algunas publicaciones

### Libros
- 1887. Orchidiographia portugueza. Ed. Imprensa da universidade. 94 pp.
- 1904. Monographia das Orobanchaceas portuguezas. Ed. Lisboa : Papelaria --La Bécarre--Typographia. v + 208 pp.

- La abreviatura «J.A.Guim.» se emplea para indicar a José d'Ascensão Guimarães como autoridad en la descripción y clasificación científica de los vegetales.[1]